# Ngựa Letea
Ngựa Letea hay ngựa hoang vùng châu thổ sông Danube hay ngựa hoang sông Danube là thuật ngữ dùng để chỉ một số lượng lớn của những con ngựa hoang được tìm thấy trong và xung quanh vùng rừng Letea, nằm ở đồng bằng châu thổ sông Danube, giữa Sulina và Chilia chi nhánh của sông Danube. Những con ngựa hoang này có nguồn gốc từ ngựa nhà được thả và rừng
Có khoảng 3600 con ngựa hoang sống ở đồng bằng sông Danube, trong đó có 2000 con trong khu bảo tồn thiên nhiên Letea, và như vậy chúng là những cá thể còn lại "hoang dã" nhất còn sống tại lớn trên lục địa châu Âu, nhưng cũng được coi là là một mối đe dọa cho hệ thực vật rừng, trong đó có một số loài thực vật bị chúng ăn đã liệt vào Danh sách đỏ IUCN về các loài bị đe dọa. 

## Lịch sử
Vùng châu thổ sông Danube ở phía đông Rumani được xem là kho báu của tự nhiên. Những năm gần đây, nơi này xuất hiện những bầy ngựa hoang. Mặc dù những con ngựa hoang đã tồn tại hàng trăm năm trong khu vực, số lượng của chúng tăng lên đáng kể sau khi các trang trại tập thể bị đóng cửa vào năm 1990 và những con ngựa được giải thoát. Câu chuyện về đàn ngựa hoang vùng châu thổ sông Danube bắt đầu từ năm 1989 thời điểm Rumani có nhiều thay đổi. Khi những nông trường đóng cửa, dân làng chỉ giữ lại vài con ngựa và thả số còn lại ra thảo nguyên. Trái với tiên đoán, những con ngựa được thả rong ấy vẫn còn sống sót, tụ họp thành đàn và trở về lối sống hoang dã. 

## Đặc điểm

### Về giống
Các thế hệ con của bầy ngựa hoang sông Danube chào đời từ sự lai tạp của nhiều giống khác nhau. Giống như ngựa Mustang ở bắc Mỹ hay ngựa Brumby của Australia, loài ngựa Létéa hiện nay không thuộc dòng thuần chủng. Ngày nay, dân số ngựa Letea không được quy định. Những con ngựa trên Letea là màu đen, nâu, lang mà không có những đốm trắng. Chúng cao từ 1,45-1,50 mét (57-59 in) và có một cấu trúc cơ thể mạnh mẽ. Ruồi và muỗi là mối đe dọa đối với các loài động vật nơi đây. Chúng mang nhiều mầm bệnh trong đó có ký sinh trùng gây bệnh thiếu máu, chứng bệnh thường thấy ở loài ngựa vùng châu thổ sông Danube.

### Tập tính
Đến nay, ước tính có khoảng 2.000 con ngựa đang sinh sống trong vùng châu thổ này và số lượng của chúng không ngừng tăng lên. Chúng sẽ phá hủy khu bảo tồn Létéa. Điều kiện sống của vùng châu thổ sông Danube vô cùng khắc nghiệt. Mùa hè nhiệt độ lên đến 40 độ C, còn mùa đông có khi xuống dưới âm 25 độ C. Vì thế, những con ngựa thích ở trong bóng râm do không chịu được nắng nóng. Chúng thường di chuyển vào ban đêm để tìm nước uống. Ngựa hoang thường sống theo đàn từ 10 – 30 cá thể. Mỗi nhóm như vậy là một gia đình, gồm một con cái đầu đàn và một con đực bảo vệ cùng một số con cái khác và con của chúng.
Cách phân công vai trò trong xã hội của loài ngựa cũng giống như loài người. Trong một gia đình, người vợ sẽ chăm sóc nhà cửa nuôi dạy con cái. Điều tương tự thế cũng dễ nhận thấy ở loài ngựa. Ngựa cái rất quan tâm chăm sóc con còn ngựa đực đóng vai trò là người chủ trong gia đình, chăm lo các việc đối ngoại và bảo vệ đàn. Từ cuối năm 1989 đến nay, dân địa phương thường săn ngựa hoang về thuần hóa để kéo xe, nhằm giảm chi phí mua nhiên liệu. Ngày nay, việc tìm bắt và thuần hóa ngựa hoang không còn dễ dàng nữa.

## Chính sách
Năm 2002, một số trong những con ngựa đã bị bắt và vận chuyển đến Italy và tàn sát. Một số tổ chức phản đối loại bỏ, cho rằng ngựa có giá trị nên được chuyển đến vị trí và sở hữu hành vi xã hội tự nhiên. Nhưng con ngựa không thể hiện loại bỏ khỏi khu vực vì một số loài động vật mang bệnh thiếu máu truyền nhiễm ngựa. Do đó, theo quy định của Rumani, chúng không được phép để được đưa ra khỏi khu vực cách ly.
Hiện nay, có một dự án đang thực hiện, phối hợp với Quỹ Quốc tế Bảo vệ Thiên nhiên, tìm kiếm để tìm một cách để loại bỏ những con ngựa này một cách hợp pháp nhất hoặc ít ra là phải kiểm soát cho được số lượng của chúng. Trong khi một số tổ chức phản đối việc loại bỏ hoàn toàn và ủng hộ đối với một số loài động vật để duy trì sự sống, một số người khác đang cố gắng để tìm một bảo tồn khác nhau cho những con ngựa đã và đang sống này.